# André Brandt
André Brandt (* 7. März 1926 in La Chaux-de-Fonds, Kanton Neuenburg; † 24. Mai 2008 ebenda; heimatberechtigt in La Chaux-de-Fonds und Le Locle) war ein Schweizer Politiker der Freisinnig-Demokratischen Partei (FDP), der unter anderem zwei Mal (1981 bis 1982, 1986 bis 1987) Präsident des Staatsrates des Kantons Neuenburg war.

## Leben
André Brandt absolvierte nach dem Schulbesuch ein Studium der Rechtswissenschaften und war nach dessen Abschluss 1950 zunächst als Rechtsanwalt und Notar tätig. Im Anschluss daran war er von 1969 bis 1977 Sekretär des Industrie- und Arbeitgeberverbands von La Chaux-de-Fonds und zwischen 1973 und 1977 zugleich Präsident des Verbands der Automatendreher (Association des décolleteurs). Sein politisches Engagement für die Freisinnig-Demokratische Partei (FDP) begann er in der Kommunalpolitik als Mitglied des Generalrates, des Gemeindeparlaments von La Chaux-de-Fonds, dem er von 1968 bis 1977 angehörte und dessen Vorsitzender er zwischen 1972 und 1973 war. Zugleich wurde er für die FDP 1969 Mitglied des Grossen Rates, des Parlaments des Kantons Neuenburg, und gehörte diesem als Vertreter des Bezirks La Chaux-de-Fonds bis 1977 an.
Am 3. April 1977 wurde Brandt Mitglied des Staatsrates des Kantons Neuenburg, der Regierung dieses Kantons, und fungierte in dieser bis zum 16. Mai 1989 als Vorsteher des Departements für öffentliche Arbeiten. Er war in dieser Zeit für den Bau des 3250 Meter langen Vue-des-Alpes-Strassentunnels zwischen Les Hauts-Geneveys und La Chaux-de-Fonds verantwortlich, der im November 1994 eingeweiht wurde. Während seiner Mitgliedschaft im Staatsrat fungierte er zwei Mal als Präsident und damit als Vorsteher der Kantonsregierung. Als Nachfolger von Jacques Béguin wurde er am 18. Mai 1981 erstmals Präsident des Staatsrates und bekleidete dieses Amt bis zum 31. Mai 1982, woraufhin Pierre Dubois seine Nachfolge antrat. Er löste am 1. Juni 1986 Jean Cavadini ab und war bis zum 31. Mai 1987 zum zweiten Mal Vorsteher der Kantonsregierung, wobei daraufhin abermals Pierre Dubois seine Nachfolge antrat.